# Nucli de Mont-ral
El Nucli de Mont-ral és una obra de Mont-ral (Alt Camp) protegida com a Bé Cultural d'Interès Local.

## Descripció
El municipi de Mont-ral està situat a la part oest de l'Alt Camp, en la serralada de Prades. La població es troba repartida en petits nuclis, com Farena, l'Aixàviga, el Bosquet i Mont-ral, que és el cap de municipi, i en masies disperses. El poble de Mont-ral es troba molt enlairat i és format per diversos habitatges construïts al voltant de l'església parroquial de Sant Pere, de factura romànica i ampliada el segle xviii. Les edificacions mostren una tradició arquitectònica popular amb construccions irregulars, destacant alguns paredats en tal·lús, de pedra escairada i morter i sense motius ornamentals.
La demografia del terme sempre ha estat escassa, però els darrers anys ha experimentat una forta davallada. El segle xviii és quan experimentà un augment considerable i a finals del XIX s'inicià un procés de despoblament, passant de 1000 habitants als 46 que aproximadament té en l'actualitat. El caràcter muntanyós del municipi sempre ha estat un inconvenient pel que fa a l'agricultura, i els productes s'han conreat a partir del 600 m d'altitud. Aquesta agricultura, desenvolupada els segles xviii i xix, es basa principalment en el conreus de l'avellaner l'ametller, la vinya i els arbres fruiters. Pel que fa a la ramaderia, la cria del bestiar oví ha estat la més important. Una altra activitat dins l'economia del municipi és l'explotació de les pedreres, d'on s'extrau una pedra calcària, coneguda amb el nom de pedra d'Alcover.

## Història
Les referències històriques sobre el nucli de Mont-ral ens remeten al segle xii, moment en què passà a ser domini dels comtes de Barcelona. Posteriorment a la conquesta del Castell de Siurana, quedà incorporat al Comtat de Prades, ja des del moment de la seva constitució.
A començaments del segle xiv formà part de la vegueria de Tortosa i, al principi del segle xviii, abans del Decret de Nova Planta, va pertànyer a la vegueria de Montblanc. Després va passar a formar part del Corregiment de Tarragona des del 1716 fins al 1833.